# UFC 246
UFC 246: McGregor vs. Cowboy var en MMA-gala som arrangerades av UFC och ägde rum 18 januari 2020 i Las Vegas, NV, USA.

## Bakgrund
En match i weltervikt, en viktklass högre än deras vanliga, mellan före detta dubbla-viktklassermästaren Conor McGregor och UFC:s mest dekorerade atlet Donald "Cowboy" Cerrone var huvudmatch.

### Ändringar
En bantamviktsmatch mellan före detta mästaren Holly Holm och Raquel Pennington var initialt planerad till UFC 243. Holm var dock tvungen att dra sig ur matchen på grund av en skada och matchen blev istället planerad till den här galan.
Grant Dawson var tänkt att möta Chas Skelly i fjädervikt, men Dawson drog sig ur matchen 14 januari av okänd anledning.
Cláudia Gadelha skulle ha mött Alexa Grasso i stråvikt (115 lb), men vid invägningen vägde Grasso 121,5 och därmed tvingades Nevadas atletkommission (NSAC) stryka matchen då atleter enligt delstatens regler inte får skilja sig åt mer än 3 lb i vikt.

### Invägning
Vid den ceremoniella invägningen streamad på Youtube vägde utövarna följande:

## Bonusar
Följande MMA-utövare fick bonusar om 50 000 USD vardera:
- Fight of the Night: Ingen utdelad
- Performance of the Night: Conor McGregor, Oleksij Olejnik, Brian Kelleher, Carlos Diego Ferreira och Drew Dober